# Imágenes de los pilares de la Catedral de San Esteban de Viena
Las imágenes de los pilares de una catedral como la de Viena, Austria simbolizaban la vida y muerte de Jesús y otros santos de una manera comprensible. En la época en la que se construyó la catedral, mucha gente no sabría leer, por lo que estos pilares tienen una función adicional a la arquitectónica, que es la pedagógica y son una vía de oración camino al altar mayor de la catedral. El duque Rodolfo IV de Austria tuvo la idea de hacer de los pilares un programa iconográfico; asimismo el emperador Federico III debió tener alguna incumbencia en su concepción. Las figuras decorativas se construyeron en forma paralela al abovedamiento. Ya estaba planeado cuando se levantaron las paredes, se colocaron por lo general en grupos de tres construyendo las consolas y los baldaquines.
El programa iconográfico no fue planeado con minuciosidad pero igual se pueden distinguir los lugares reservados previamente a una figura. Las figuras de los coros estaban planeadas y las restantes fueron colocadas en forma arbitraria: santos, escenas de las Sagradas Escrituras y de la vida y pasión de Jesucristo.
Hay numerosas imágenes repetidas debido a las donaciones de la burguesía aludiendo a la dedicación del templo a Todos los Santos. Las figuras de piedra o barro están en concordancia con las reliquias, altares o las capillas de la iglesia.
Hay noventa y seis representaciones marianas en el templo que describen en forma casi exhaustiva la vida de la Virgen. Son estatuas de piedra o madera, retablos o representaciones aisladas o grupales en los monumentos funerarios.

## Descripción de las imágenes
San Esteban, patrono de la catedral, está representado como diácono teniendo en la mano derecha una palma de la victoria y en el brazo izquierdo tiene unas piedras que oprime contra su pecho. Se lo presenta como un hombre lleno de gracia y fuerza.
Una figura representa a la Virgen misericordiosa en donde los estados buscan refugio bajo su manto. Desde mediados del siglo XVIII hay imágenes que utilizan el símbolo jurídico del manto protector para justificar la protección de las almas. Otra representa el Beso de Judas.
Otra imagen representa al Crucificado con María y Juan, y los donantes de rodillas. En esta figura los brazos del Crucificado son desproporcionadamente grandes, sobresalen el baldaquín y parecen abrazar a los fieles.
Hay otras imágenes, una que representa Santa Sofía con vestimentas de viuda con sus hijas mártires Fe, Esperanza y Caridad a sus pies., otra que representa a San Jorge con el dragón, éste vestido de caballero mata al dragón con su lanza., otra hace lo propio con Moisés con las Tablas de la Ley, en las cuales se pueden leer los diez mandamientos.